# Afonso Poyart
Afonso Poyart (nacido en 1979) es un director de cine, productor y guionista brasileño. Hizo su debut como director con el largometraje de acción de 2012 2 Coelhos y posteriormente, en 2015, dirigió la película Solace, protagonizada por Anthony Hopkins.

## Filmografía
| Año  | Filme                               | Director | Productor | Guionista |
| ---- | ----------------------------------- | -------- | --------- | --------- |
| 2005 | Eu Te Darei o Céu (cortometraje)    | Sí       | Sí        | No        |
| 2012 | 2 Coelhos                           | Sí       | Sí        | Sí        |
| 2015 | Solace                              | Sí       | No        | No        |
| 2016 | Mais Forte que o Mundo              | Sí       | Sí        | Sí        |
| 2018 | Ilha de Ferro (serie de televisión) | Sí       | No        | No        |